# Ironina
Ironina (лат.) — подотряд мелких круглых червей из отряда Enoplida класса Enoplea.

## Описание
Мелкие круглые черви, размер от очень мелких (несколько мм) до 5 см. Морские, пресноводные и наземные свободноживущие нематоды; омниворы, микробофаги. Передние сенсиллы расположены в 2 или 3 круга. Кутикула гладкая. Пищевод мускулистый, обычно имеет цилиндрическую форму. У Ironidae пищевод базально расширенный,
в начале трубчатой стомы есть 3 или 4 подвижных зуба. У Oxystominidae (включает морских нематод) имеют суженный передний конец тела, ротовая полость невооружённая, слабо развита..

## Систематика
Существуют разные трактовки группы.
В ранге подотряда Ironina в узком таксономическом объёме (Smol et al., 2014) включает 3 семейства, 64 рода и 408 видов.
- Подотряд Ironina
  - Надсемейство Ironoidea
    - Семейство Ironidae (10 родов, 66 видов)[8]
    - Семейство Leptosomatidae (34 рода, 170 видов)
    - Семейство Oxystominidae (20 родов, 172 вида)

В ранге отдельного отряда Ironida в широком таксономическом объёме включает 4 подотряда, 4 надсемейства, 6 семейств, 67 родов и около 454 вида (2011):
- Подотряд Ironina  Siddiqi, 1983
  - Надсемейство Ironoidea De Man, 1876
    - Семейство Ironidae De Man, 1876 (3 подсемейства, 11 родов, 67 видов)
- Подотряд Oxystominina Siddiqi, 1983 (или в составе Alaimida)
  - Надсемейство Oxystominoidea Filipjev, 1918
    - Семейство Leptosomatidae Filipjev, 1916 (8 подсемейств, 34 рода, 188 видов)
    - Семейство Oxystominidae Filipjev, 1918 (3 подсемейства, 12 родов, 171 вид)
- Подотряд Rhabdolaimina Hodda, 2011
  - Надсемейство Rhabdolaimoidea Chitwood, 1951 (или в составе Plectida)
    - Семейство Andrassyidae Tchesunov & Gagarin, 1999 (2 рода, 3 вида)
    - Семейство Rhabdolaimidae Chitwood, 1951 (3 подсемейства, 7 родов, 23 вида)
- Подотряд Campydorina Jairajpuri, 1983
  - Надсемейство Campydoroidea Clark, 1961 (или в составе Dorylaimida)
    - Семейство Campydoridae Clark, 1961 (1 род, 2 вида)